# Brezje pri Slovenski Bistrici
Brezje pri Slovenski Bistrici este o localitate din comuna Slovenska Bistrica, Slovenia, cu o populație de 26 de locuitori.